# Glumicalyx goseloides
Glumicalyx goseloides là một loài thực vật có hoa trong họ Huyền sâm. Loài này được (Diels) Hilliard & B.L.Burtt mô tả khoa học đầu tiên năm 1977.